# Ialta (oblast de Donetsk)
Pour les articles homonymes, voir Yalta (homonymie).
Ne doit pas être confondu avec Yalta, une ville de Crimée.
Ialta (ukrainien : Ялта, russe : Ялта, Yalta) est une commune urbaine de l'oblast de Donetsk, en Ukraine. Elle compte 4 827 habitants en 2021.

## Géographie
La ville se trouve sur le golfe de Taganrog et proche de la Flèche de Bilossaraï. La commune se situe à l'embouchure du fleuve côtier Mokra Bilosaraïka, qui se jette dans la mer d'Azov. Elle se trouve à 11,5 km en aval de la commune urbaine de Manhouch, à 19 km à l'ouest-sud-ouest de la ville de Marioupol, et à 111,5 km au sud-sud-est de la ville de Donetsk.

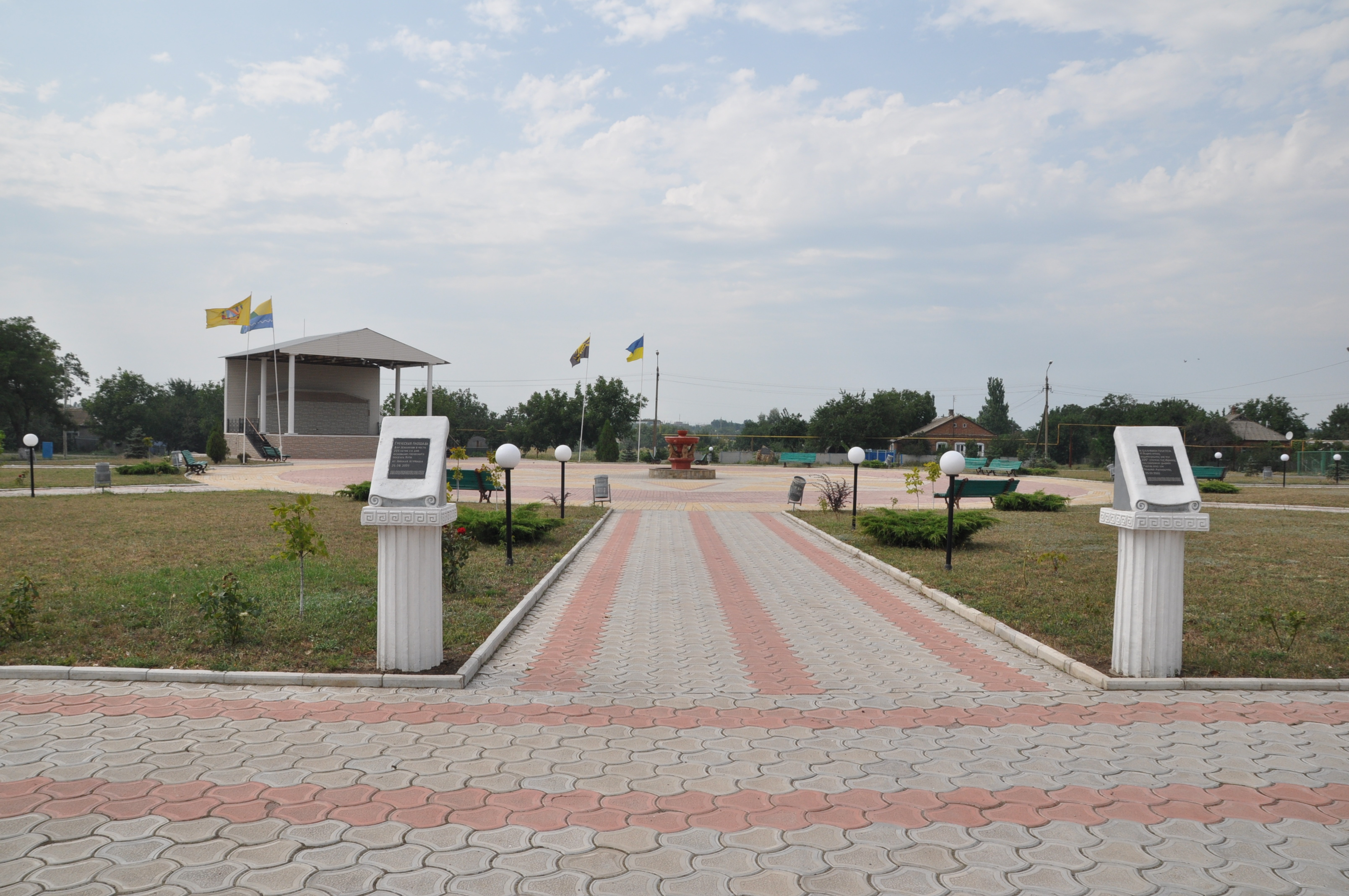
Square Hrestka.
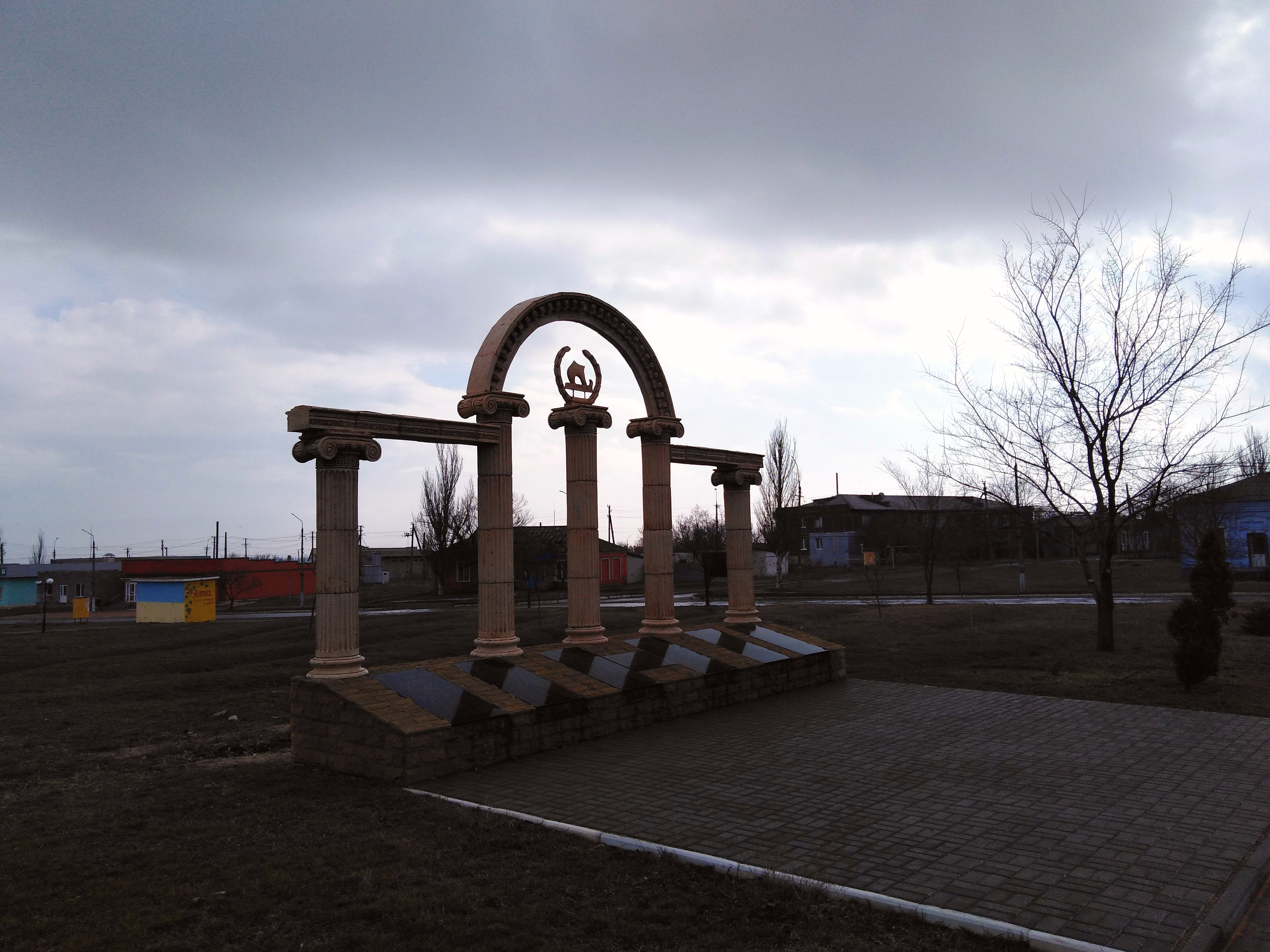
Mémorial aux fondateurs de la ville.
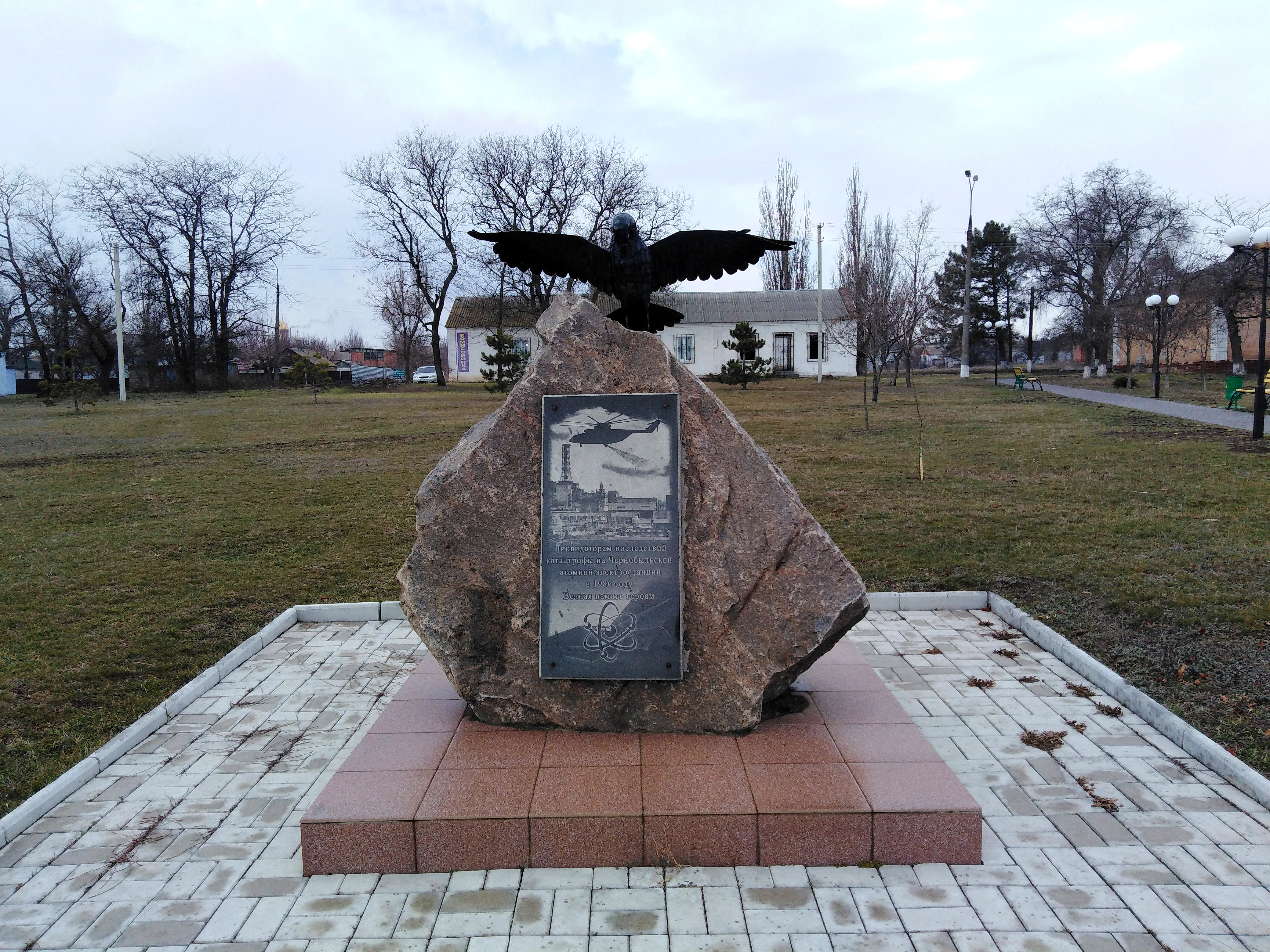
Mémorial au désastre de Tchernobyl.